# Sixto Quesada
Sixto Quesada (Buenos Aires, 28 de marzo de 1800 - 3 de octubre de 1840) fue un militar argentino que participó en la guerra de independencia y en la guerra civil de su país. Fue degollado en su casa por la Mazorca, la policía política del régimen de Juan Manuel de Rosas.

## Biografía
Era hermano de los coroneles Dionisio y Juan José Quesada. Ingresó en el ejército en 1809 como cadete.
En 1814 se incorporó al Ejército del Norte y luchó en la batalla de Sipe Sipe, resultando herido.
Regresó a Buenos Aires a curarse de su herida, cosa que logró recién en 1817, pasando al regimiento de Aguerridos. Participó en la Cepeda en 1820, y —de regreso en la capital— apoyó a Juan Ramón Balcarce en su intento de conquistar y retener el poder. Comandó durante un tiempo otro regimiento, y apoyó la revolución de octubre del coronel Manuel Pagola. Tras la derrota fue tomado preso, pero recuperó la libertad y su grado de mayor a fines de ese año.
En 1823 participó en la campaña del gobernador Martín Rodríguez contra los indígenas del sur de la provincia de Buenos Aires, y participó en la fundación del fuerte que dio nacimiento a la ciudad de Tandil.
Participó en la Guerra del Brasil a órdenes del coronel Juan Lavalle, luchando en Ombú, Bacacay, Ituzaingó, Camacuá y Padre Filiberto.
De regreso a Buenos Aires, se unió a la revolución de diciembre de 1828 contra el gobernador Manuel Dorrego, y luchó en la batalla de Navarro a órdenes de Lavalle; fue ascendido por éste al grado de coronel, y era uno de sus más fanáticos partidarios. Participó también en la batalla de Puente de Márquez y en algunos combates contra el sitio que Juan Manuel de Rosas impuso a la capital. Tras la caída de Lavalle fue dado de baja.
Durante los años siguientes se dedicó al comercio. Cuando Lavalle invadió la provincia, en 1840, no tuvo el cuidado de pronunciarse públicamente en contra, y presenció indiferente los preparativos para la defensa de la ciudad contra el ataque, que nunca se produjo. Al retirarse los unitarios, la Mazorca salió a cazar simpatizantes unitarios, entre los cuales estuvo Sixto Quesada, asesinado en el mes de octubre de ese año.